# Steppeilder
Steppeilderen (Mustela eversmanii) er et dyr i mårfamilien under rovdyrene.
| Dyr | Spire Denne artikel om dyr er en spire som bør udbygges. Du er velkommen til at hjælpe Wikipedia ved at udvide den. |